# Stylaster incompletus
Stylaster incompletus är en nässeldjursart som först beskrevs av Tenison Woods 1883.  Stylaster incompletus ingår i släktet Stylaster och familjen Stylasteridae. Inga underarter finns listade i Catalogue of Life.